# Манаса Варанасі
Манаса Варанасі (21 березня 1997 , Гайдерабад ) — індійська модель, інженерка, володарка титулу «Міс Індія 2020», представляла Індію на 70-му конкурсі Міс Світу 2021, який відбувся 16 березня 2022 року в Coca-Cola Music Hall в Сан-Хуан у Пуерто-Рико.

## Раннє життя та освіта
Манаса Варанасі народилася 1997 року в Хайдарабаді в родині Раві Санкара і Шайладжі. Вона переїхала до Малайзії в молодому віці, бо там працював її батько, навчалася в Global Indian International School і там закінчила 10 класів школи. Пізніше вона повернулася до Індії, закінчила середню школу, а потім вивчала інформатику в інженерному коледжі Васаві в Хайдарабаді. Після завершення навчання та отримання диплома з інформатики вона почала працювати аналітиком з обміну фінансовою інформацією (FIX) у Factset, Хайдарабад. Манаса Варанасі виграла титул Міс Фрешер на першому курсі свого коледжу. 

## Фестиваль
У 2020 році взяла участь у конкурсі Femina Miss India 2020 і в підсумку перемогла. Манаса Варанасі представляла штат Телангана на конкурсі Femina Miss India 2020. 10 лютого 2021 року вона була коронована як Міс Світу в Індії 2020 від володарки титулу Міс Світу 2019, 2-го призера та Міс Світу Азія Суман Рао в Hyatt Regency в Мумбаї. Під час церемонії субконкурсу вона виграла нагороду «Міс Rampwalk».

### Міс Світу 2021
Варанасі представляла Індію на 70-му конкурсі Міс Світу 2021, який відбувся 16 березня 2022 року в Coca-Cola Music Hall, Сан-Хуан, Пуерто-Рико. Її вважали однією з найсильніших претенденток на корону «Міс Світу-2021» і вона потрапила до ТОП-13. Вечірню сукню Варанасі для конкурсу «Міс світу 2021» розробила Фалгуні Шейн Пікок. 

## Адвокація
Варанасі виступає за посилення законів про захист дітей в Індії для свого проєкту «Краса». Вона також започаткувала кампанію «Ми можемо» – першу в своєму роді просвітницьку кампанію проти сексуального насильства над дітьми. Зміни, які вона хотіла б здійснити, здебільшого пов'язані з доступом до якісної освіти для дітей, яка допомагає підживлювати молодь, надаючи їм доступ до освіти та можливість реалізовувати великі мрії. Варанасі також ініціювала дуже близький її серцю проєкт телефонної допомоги для дітей 10-9-8. Діяльність учасників проєкту зосереджується на викоріненні практики дитячих шлюбів, жорстокого поводження з дітьми в її рідному штаті Телангана в Індії, таким чином наголошуючи на добробуті дітей. Цей проєкт «Краса з метою Варанасі» (BWAP) був представлений на 70-му конкурсі «Міс світу 2021».